# Torneo Clausura 2021 (Paraguay)
El Torneo Clausura 2021 (también llamado Copa de Primera - Tigo - Visión Banco, por motivos de patrocinio comercial) denominado «César Zabala», fue el centésimo vigésimo quinto campeonato oficial de Primera División de la Asociación Paraguaya de Fútbol (APF). Comenzó el 16 de julio y finalizó el 5 de diciembre. 
El Club Cerro Porteño se coronó campeón en la última fecha del torneo, al empatar 2 a 2 con Guaraní en un reñido partido. Cerro, al ser el campeón de la División de Honor con más puntos en la tabla acumulada ganó el derecho a disputar la Supercopa de Paraguay, ante el campeón de la Copa Paraguay 2021.

## Sistema de competición
Como en temporadas anteriores, el modo de disputa es el mismo bajo el sistema de todos contra todos con partidos de ida y vuelta, unos como local y otros como visitante en dos rondas de nueve jornadas cada una. Es campeón el equipo que acumula la mayor cantidad de puntos al término de las 18 fechas.
En caso de igualdad de puntos entre dos contendientes se define el título en un partido extra. De existir más de dos en disputa se toman en cuenta los siguientes parámetros:
1. saldo de goles.
2. mayor cantidad de goles marcados.
3. mayor cantidad de goles marcados en condición de visitante.
4. sorteo.

Para determinar el descenso, el último equipo en la tabla de promedios descenderá a la Intermedia y el penúltimo clasificado disputará una promoción con el cuarto clasificado de dicha divisional.

## Equipos participantes

### Localización
La mayoría de los clubes se concentra en la capital del país. En tanto que tres se encuentran a corta distancia en ciudades del departamento Central. Por último, uno pertenece al departamento de Guairá. Se incluye al estadio Defensores del Chaco, propiedad de la Asociación Paraguaya de Fútbol, debido a su uso frecuente por equipos que optan oficiar ahí como locales.
- Nota: La sede social y administrativa del club Sol de América se halla en Barrio Obrero, Asunción, pero su campo de juego se ubica en Villa Elisa donde hace de local desde 1985.

| Distrito capital/Departamento | Cantidad | Equipos                                                               |
| ----------------------------- | -------- | --------------------------------------------------------------------- |
| Asunción                      | 6        | Cerro Porteño / Olimpia / Guaraní / Libertad / Nacional / River Plate |
| Departamento Central          | 3        | 12 de Octubre (I) / Sol de América / Sportivo Luqueño                 |
| Departamento de Guairá        | 1        | Guaireña FC                                                           |

### Información de equipos
Listado de los equipos que disputarán el primer torneo de la temporada. El número de equipos participantes para esta temporada son de 10.
| Equipo                  | Ciudad      | Estadio                      | Capacidad | Fundación             | Títulos | Subtítulos | Proovedor     | Patrocinador      |
| ----------------------- | ----------- | ---------------------------- | --------- | --------------------- | ------- | ---------- | ------------- | ----------------- |
| 12 de Octubre (Itauguá) | Itauguá     | Luis Alberto Salinas Tanasio | 10.000    | 14 de agosto de 1914  | 0       | 1          | Lotto         | Grupo Bahía       |
| Cerro Porteño           | Asunción    | General Pablo Rojas          | 45 000    | 1 de octubre de 1912  | 33      | 33         | Puma          | Tigo              |
| Guaireña FC             | Villarrica  | Parque del Guairá            | 15.000    | 28 de marzo de 2016   | 0       | 0          | Kyrios        | Coopeduc          |
| Guaraní                 | Asunción    | Rogelio Silvino Livieres     | 8 380     | 12 de octubre de 1903 | 11      | 17         | Kyrios        | Tigo              |
| Libertad                | Asunción    | Dr. Nicolás Leoz             | 10 100    | 30 de julio de 1905   | 20      | 22         | Puma          | Pulp              |
| Nacional                | Asunción    | Arsenio Erico                | 4 434     | 5 de junio de 1904    | 9       | 10         | Kyrios        | Banco Continental |
| Olimpia                 | Asunción    | Manuel Ferreira              | 22 000    | 25 de julio de 1902   | 45      | 25         | Meta Sports   | Tigo              |
| River Plate             | Asunción    | Jardines del Kelito          | 6 500     | 15 de enero de 1911   | 0       | 3          | Saltarín Rojo | Nissan            |
| Sol de América          | Villa Elisa | Prof. Luis Alfonso Giagni    | 11 000    | 22 de marzo de 1909   | 2       | 12         | Kyrios        | Banco Continental |
| Sportivo Luqueño        | Luque       | Feliciano Cáceres            | 26 974    | 1 de mayo de 1921     | 2       | 4          | Kyrios        | Bristol           |

### Intercambios de plazas
| Pos  | Descendidos a la División Intermedia             |
| ---- | ------------------------------------------------ |
| 11.° | San Lorenzo (Penúltimo de la tabla de promedios) |
| 12.° | General Díaz (Último de la tabla de promedios)   |

| Pos     | Ascendidos a la Primera División |
| ------- | -------------------------------- |
| No hubo |                                  |

## Clasificación
| Pos. | Equipo                  | Pts. | PJ | G  | E | P  | GF | GC | Dif. |  |
| ---- | ----------------------- | ---- | -- | -- | - | -- | -- | -- | ---- |  |
| 1    | Cerro Porteño (C)       | 38   | 18 | 11 | 5 | 2  | 27 | 8  | +19  |  |
| 2    | Guaraní                 | 36   | 18 | 10 | 6 | 2  | 39 | 19 | +20  |  |
| 3    | Sol de América          | 28   | 18 | 8  | 4 | 6  | 22 | 22 | 0    |  |
| 4    | Libertad                | 27   | 18 | 7  | 6 | 5  | 32 | 21 | +11  |  |
| 5    | 12 de Octubre (Itauguá) | 21   | 18 | 5  | 6 | 7  | 18 | 22 | −4   |  |
| 6    | Sportivo Luqueño        | 21   | 18 | 5  | 6 | 7  | 16 | 27 | −11  |  |
| 7    | Nacional                | 20   | 18 | 4  | 8 | 6  | 17 | 25 | −8   |  |
| 8    | Olimpia                 | 18   | 18 | 6  | 0 | 12 | 24 | 29 | −5   |  |
| 9    | Guaireña                | 18   | 18 | 4  | 6 | 8  | 12 | 21 | −9   |  |
| 10   | River Plate             | 17   | 18 | 4  | 5 | 9  | 17 | 31 | −14  |  |

 Fuente: APF
| (C) | Clasifica a la fase de grupos de la Copa Libertadores 2022. |

## Evolución de la clasificación
| Equipo \ Jornadas | 01 | 02 | 03 | 04 | 05 | 06 | 07 | 08 | 09 | 10 | 11 | 12 | 13 | 14 | 15 | 16 | 17 | 18 |
| ----------------- | -- | -- | -- | -- | -- | -- | -- | -- | -- | -- | -- | -- | -- | -- | -- | -- | -- | -- |
| 12 de Octubre (I) | 4  | 10 | 10 | 10 | 10 | 9  | 9  | 9  | 8  | 9  | 7  | 8  | 8  | 8  | 7  | 7  | 7  | 5  |
| Nacional          | 3  | 5  | 9  | 6  | 7  | 8  | 8  | 6  | 5  | 6  | 6  | 6  | 5  | 4  | 5  | 5  | 6  | 7  |
| Cerro Porteño     | 5  | 6  | 7  | 5  | 3  | 2  | 2  | 3  | 2  | 2  | 2  | 2  | 2  | 2  | 2  | 2  | 1  | 1  |
| Libertad          | 8  | 7  | 6  | 8  | 8  | 7  | 6  | 7  | 7  | 7  | 9  | 7  | 7  | 6  | 4  | 4  | 4  | 4  |
| Guaraní           | 1  | 2  | 1  | 1  | 1  | 1  | 1  | 1  | 1  | 1  | 1  | 1  | 1  | 1  | 1  | 1  | 2  | 2  |
| Olimpia           | 9  | 3  | 8  | 9  | 9  | 10 | 10 | 10 | 10 | 10 | 10 | 10 | 10 | 9  | 9  | 9  | 9  | 8  |
| Sol de América    | 10 | 4  | 5  | 4  | 4  | 6  | 4  | 4  | 6  | 4  | 4  | 4  | 3  | 3  | 3  | 3  | 3  | 3  |
| Guaireña          | 7  | 9  | 3  | 7  | 6  | 5  | 7  | 8  | 9  | 8  | 8  | 9  | 9  | 10 | 10 | 10 | 10 | 9  |
| Sportivo Luqueño  | 6  | 8  | 4  | 3  | 5  | 4  | 5  | 5  | 4  | 3  | 3  | 3  | 4  | 5  | 6  | 6  | 5  | 6  |
| River Plate       | 2  | 1  | 2  | 2  | 2  | 3  | 3  | 2  | 3  | 5  | 5  | 5  | 6  | 7  | 8  | 8  | 8  | 10 |

Fuente: Tigo Sports.

## Calendario
- Los horarios son correspondientes a la hora local de verano (UTC-3) y horario estándar (UTC-4), Asunción, Paraguay.

### Primera vuelta
| Fecha 1          | Fecha 1   | Fecha 1        | Fecha 1              | Fecha 1     | Fecha 1 |
| Local            | Resultado | Visitante      | Estadio              | Fecha       | Hora    |
| ---------------- | --------- | -------------- | -------------------- | ----------- | ------- |
| Sportivo Luqueño | 0 - 0     | Cerro Porteño  | Feliciano Cáceres    | 16 de julio | 19:00   |
| 12 de Octubre    | 2 - 2     | Nacional       | Luis Salinas         | 17 de julio | 17:15   |
| Guaraní          | 3 - 0     | Sol de América | Rogelio Livieres     | 17 de julio | 19:30   |
| Olimpia          | 1 - 3     | River Plate    | Manuel Ferreira      | 18 de julio | 17:15   |
| Libertad         | 0 - 0     | Guaireña       | Defensores del Chaco | 18 de julio | 19:30   |

| Fecha 2        | Fecha 2   | Fecha 2          | Fecha 2             | Fecha 2     | Fecha 2 |
| Local          | Resultado | Visitante        | Estadio             | Día         | Hora    |
| -------------- | --------- | ---------------- | ------------------- | ----------- | ------- |
| Sol de América | 2 - 1     | Sportivo Luqueño | Luis Alfonso Giagni | 23 de julio | 19:00   |
| Nacional       | 1 - 1     | Guaraní          | Arsenio Erico       | 24 de julio | 18:30   |
| Guaireña       | 1 - 2     | River Plate      | Parque del Guairá   | 25 de julio | 17:15   |
| Cerro Porteño  | 1 - 1     | Libertad         | General Pablo Rojas | 25 de julio | 19:30   |
| 12 de Octubre  | 1 - 3     | Olimpia          | Luis Salinas        | 26 de julio | 19:00   |

| Fecha 3          | Fecha 3   | Fecha 3        | Fecha 3              | Fecha 3     | Fecha 3 |
| Local            | Resultado | Visitante      | Estadio              | Día         | Hora    |
| ---------------- | --------- | -------------- | -------------------- | ----------- | ------- |
| River Plate      | 0 - 0     | Cerro Porteño  | Jardines del Kelito  | 30 de julio | 19:30   |
| Sportivo Luqueño | 2 - 1     | Nacional       | Feliciano Cáceres    | 31 de julio | 17:15   |
| Libertad         | 1 - 1     | Sol de América | Defensores del Chaco | 31 de julio | 19:30   |
| Guaraní          | 4 - 1     | 12 de Octubre  | Rogelio Livieres     | 1 de agosto | 17:00   |
| Olimpia          | 0 - 2     | Guaireña       | Manuel Ferreira      | 1 de agosto | 19:15   |

| Fecha 4        | Fecha 4   | Fecha 4          | Fecha 4             | Fecha 4     | Fecha 4 |
| Local          | Resultado | Visitante        | Estadio             | Día         | Hora    |
| -------------- | --------- | ---------------- | ------------------- | ----------- | ------- |
| Guaraní        | 3 - 1     | Olimpia          | Rogelio Livieres    | 6 de agosto | 19:30   |
| Nacional       | 1 - 0     | Libertad         | Arsenio Erico       | 7 de agosto | 17:15   |
| Cerro Porteño  | 2 - 0     | Guaireña         | General Pablo Rojas | 7 de agosto | 19:30   |
| 12 de Octubre  | 0 - 1     | Sportivo Luqueño | Luis Salinas        | 8 de agosto | 17:00   |
| Sol de América | 1 - 0     | River Plate      | Luis Alfonso Giagni | 8 de agosto | 19:15   |

| Fecha 5          | Fecha 5   | Fecha 5        | Fecha 5              | Fecha 5      | Fecha 5 |
| Local            | Resultado | Visitante      | Estadio              | Día          | Hora    |
| ---------------- | --------- | -------------- | -------------------- | ------------ | ------- |
| Guaireña         | 1 - 1     | Sol de América | Parque del Guairá    | 13 de agosto | 17:30   |
| River Plate      | 1 - 0     | Nacional       | Jardines del Kelito  | 13 de agosto | 19:45   |
| Olimpia          | 0 - 3     | Cerro Porteño  | Manuel Ferreira      | 14 de agosto | 18:15   |
| Sportivo Luqueño | 1 - 4     | Guaraní        | Feliciano Cáceres    | 15 de agosto | 17:00   |
| Libertad         | 3 - 3     | 12 de Octubre  | Defensores del Chaco | 15 de agosto | 19:15   |

| Fecha 6          | Fecha 6   | Fecha 6       | Fecha 6             | Fecha 6      | Fecha 6 |
| Local            | Resultado | Visitante     | Estadio             | Día          | Hora    |
| ---------------- | --------- | ------------- | ------------------- | ------------ | ------- |
| Nacional         | 0 - 2     | Guaireña      | Arsenio Erico       | 20 de agosto | 19:30   |
| Sol de América   | 1 - 2     | Cerro Porteño | Luis Alfonso Giagni | 21 de agosto | 19:30   |
| 12 de Octubre    | 2 - 2     | River Plate   | Luis Salinas        | 22 de agosto | 17:00   |
| Sportivo Luqueño | 2 - 0     | Olimpia       | Feliciano Cáceres   | 22 de agosto | 19:15   |
| Guaraní          | 2 - 2     | Libertad      | Rogelio Livieres    | 23 de agosto | 19:30   |

| Fecha 7       | Fecha 7   | Fecha 7          | Fecha 7              | Fecha 7      | Fecha 7 |
| Local         | Resultado | Visitante        | Estadio              | Día          | Hora    |
| ------------- | --------- | ---------------- | -------------------- | ------------ | ------- |
| Olimpia       | 0 - 1     | Sol de América   | Manuel Ferreira      | 28 de agosto | 18:00   |
| Cerro Porteño | 0 - 2     | Nacional         | General Pablo Rojas  | 28 de agosto | 20:15   |
| Libertad      | 5 - 0     | Sportivo Luqueño | Defensores del Chaco | 29 de agosto | 17:00   |
| River Plate   | 1 - 5     | Guaraní          | Jardines del Kelito  | 29 de agosto | 19:00   |
| Guaireña      | 0 - 1     | 12 de Octubre    | Parque del Guairá    | 30 de agosto | 18:00   |

| Fecha 8          | Fecha 8   | Fecha 8        | Fecha 8              | Fecha 8          | Fecha 8 |
| Local            | Resultado | Visitante      | Estadio              | Día              | Hora    |
| ---------------- | --------- | -------------- | -------------------- | ---------------- | ------- |
| Nacional         | 1 - 1     | Sol de América | Arsenio Erico        | 10 de septiembre | 19:30   |
| Sportivo Luqueño | 0 - 2     | River Plate    | Feliciano Cáceres    | 11 de septiembre | 18:00   |
| Guaraní          | 3 - 0     | Guaireña       | Rogelio Livieres     | 11 de septiembre | 20:15   |
| 12 de Octubre    | 0 - 1     | Cerro Porteño  | Luis Salinas         | 12 de septiembre | 17:00   |
| Libertad         | 0 - 3     | Olimpia        | Defensores del Chaco | 12 de septiembre | 19:15   |

| Fecha 9        | Fecha 9   | Fecha 9          | Fecha 9             | Fecha 9          | Fecha 9 |
| Local          | Resultado | Visitante        | Estadio             | Día              | Hora    |
| -------------- | --------- | ---------------- | ------------------- | ---------------- | ------- |
| River Plate    | 0 - 1     | Libertad         | Jardines del Kelito | 17 de septiembre | 20:15   |
| Cerro Porteño  | 0 - 0     | Guaraní          | General Pablo Rojas | 18 de septiembre | 20:15   |
| Sol de América | 0 - 1     | 12 de Octubre    | Luis Alfonso Giagni | 19 de septiembre | 18:00   |
| Guaireña       | 1 - 2     | Sportivo Luqueño | Parque del Guairá   | 19 de septiembre | 20:15   |
| Olimpia        | 1 - 2     | Nacional         | Manuel Ferreira     | 20 de septiembre | 20:00   |

### Segunda vuelta
| Fecha 10       | Fecha 10  | Fecha 10         | Fecha 10            | Fecha 10         | Fecha 10 |
| Local          | Resultado | Visitante        | Estadio             | Día              | Hora     |
| -------------- | --------- | ---------------- | ------------------- | ---------------- | -------- |
| Nacional       | 1 - 1     | 12 de Octubre    | Arsenio Erico       | 25 de septiembre | 20:15    |
| Cerro Porteño  | 0 - 1     | Sportivo Luqueño | General Pablo Rojas | 25 de septiembre | 20:15    |
| River Plate    | 1 - 2     | Olimpia          | Jardines del Kelito | 26 de septiembre | 18:00    |
| Guaireña       | 2 - 1     | Libertad         | Parque del Guairá   | 26 de septiembre | 20:15    |
| Sol de América | 2 - 1     | Guaraní          | Luis Alfonso Giagni | 27 de septiembre | 19:30    |

| Fecha 11         | Fecha 11  | Fecha 11       | Fecha 11             | Fecha 11     | Fecha 11 |
| Local            | Resultado | Visitante      | Estadio              | Día          | Hora     |
| ---------------- | --------- | -------------- | -------------------- | ------------ | -------- |
| Olimpia          | 1 - 2     | 12 de Octubre  | Manuel Ferreira      | 1 de octubre | 19:30    |
| Sportivo Luqueño | 3 - 3     | Sol de América | Feliciano Cáceres    | 2 de octubre | 18:00    |
| River Plate      | 1 - 1     | Guaireña       | Jardines del Kelito  | 2 de octubre | 20:15    |
| Guaraní          | 1 - 1     | Nacional       | Rogelio Livieres     | 3 de octubre | 18:00    |
| Libertad         | 0 - 2     | Cerro Porteño  | Defensores del Chaco | 3 de octubre | 20:15    |

| Fecha 12       | Fecha 12  | Fecha 12         | Fecha 12            | Fecha 12      | Fecha 12 |
| Local          | Resultado | Visitante        | Estadio             | Día           | Hora     |
| -------------- | --------- | ---------------- | ------------------- | ------------- | -------- |
| Nacional       | 0 - 0     | Sportivo Luqueño | Arsenio Erico       | 16 de octubre | 19:30    |
| Sol de América | 0 - 4     | Libertad         | Luis Alfonso Giagni | 17 de octubre | 18:00    |
| Guaireña       | 0 - 2     | Olimpia          | Parque del Guairá   | 17 de octubre | 20:15    |
| 12 de Octubre  | 1 - 2     | Guaraní          | Luis Salinas        | 18 de octubre | 18:15    |
| Cerro Porteño  | 2 - 0     | River Plate      | General Pablo Rojas | 18 de octubre | 20:30    |

| Fecha 13         | Fecha 13  | Fecha 13       | Fecha 13             | Fecha 13      | Fecha 13 |
| Local            | Resultado | Visitante      | Estadio              | Día           | Hora     |
| ---------------- | --------- | -------------- | -------------------- | ------------- | -------- |
| River Plate      | 0 - 2     | Sol de América | Jardines del Kelito  | 23 de octubre | 18:00    |
| Sportivo Luqueño | 0 - 0     | 12 de Octubre  | Feliciano Cáceres    | 23 de octubre | 20:15    |
| Olimpia          | 1 - 3     | Guaraní        | Manuel Ferreira      | 24 de octubre | 18:00    |
| Libertad         | 1 - 2     | Nacional       | Defensores del Chaco | 24 de octubre | 20:15    |
| Guaireña         | 0 - 2     | Cerro Porteño  | Parque del Guairá    | 25 de octubre | 18:30    |

| Fecha 14       | Fecha 14  | Fecha 14         | Fecha 14            | Fecha 14      | Fecha 14 |
| Local          | Resultado | Visitante        | Estadio             | Día           | Hora     |
| -------------- | --------- | ---------------- | ------------------- | ------------- | -------- |
| Nacional       | 1 - 1     | River Plate      | Arsenio Erico       | 29 de octubre | 19:30    |
| 12 de Octubre  | 0 - 1     | Libertad         | Luis Salinas        | 30 de octubre | 18:00    |
| Guaraní        | 2 - 1     | Sportivo Luqueño | Rogelio Livieres    | 30 de octubre | 20:15    |
| Cerro Porteño  | 1 - 0     | Olimpia          | General Pablo Rojas | 31 de octubre | 18:00    |
| Sol de América | 3 - 0     | Guaireña         | Luis Alfonso Giagni | 31 de octubre | 20:15    |

| Fecha 15      | Fecha 15  | Fecha 15         | Fecha 15             | Fecha 15       | Fecha 15 |
| Local         | Resultado | Visitante        | Estadio              | Día            | Hora     |
| ------------- | --------- | ---------------- | -------------------- | -------------- | -------- |
| River Plate   | 0 - 2     | 12 de Octubre    | Arsenio Erico        | 5 de noviembre | 19:00    |
| Libertad      | 2 - 0     | Guaraní          | Defensores del Chaco | 7 de noviembre | 18:15    |
| Cerro Porteño | 3 - 0     | Sol de América   | General Pablo Rojas  | 7 de noviembre | 20:30    |
| Olimpia       | 4 - 0     | Sportivo Luqueño | Luis Alfonso Giagni  | 8 de noviembre | 18:15    |
| Guaireña      | 0 - 0     | Nacional         | Parque del Guairá    | 8 de noviembre | 20:30    |

| Fecha 16         | Fecha 16  | Fecha 16      | Fecha 16             | Fecha 16        | Fecha 16 |
| Local            | Resultado | Visitante     | Estadio              | Día             | Hora     |
| ---------------- | --------- | ------------- | -------------------- | --------------- | -------- |
| 12 de Octubre    | 0 - 0     | Guaireña      | Defensores del Chaco | 19 de noviembre | 19:00    |
| Sportivo Luqueño | 2 - 2     | Libertad      | Feliciano Cáceres    | 20 de noviembre | 19:45    |
| Guaraní          | 2 - 1     | River Plate   | Rogelio Livieres     | 20 de noviembre | 19:45    |
| Sol de América   | 1 - 0     | Olimpia       | Luis Alfonso Giagni  | 21 de noviembre | 18:00    |
| Nacional         | 1 - 5     | Cerro Porteño | Defensores del Chaco | 21 de noviembre | 20:15    |

| Fecha 17       | Fecha 17  | Fecha 17         | Fecha 17             | Fecha 17        | Fecha 17 |
| Local          | Resultado | Visitante        | Estadio              | Día             | Hora     |
| -------------- | --------- | ---------------- | -------------------- | --------------- | -------- |
| Sol de América | 3 - 0     | Nacional         | Luis Alfonso Giagni  | 26 de noviembre | 19:30    |
| Olimpia        | 2 - 3     | Libertad         | Manuel Ferreira      | 26 de noviembre | 19:30    |
| River Plate    | 0 - 0     | Sportivo Luqueño | Defensores del Chaco | 26 de noviembre | 19:30    |
| Guaireña       | 1 - 1     | Guaraní          | Parque del Guairá    | 28 de noviembre | 19:00    |
| Cerro Porteño  | 1 - 0     | 12 de Octubre    | General Pablo Rojas  | 28 de noviembre | 19:00    |

| Fecha 18         | Fecha 18  | Fecha 18          | Fecha 18             | Fecha 18       | Fecha 18 |
| Local            | Resultado | Visitante         | Estadio              | Día            | Hora     |
| ---------------- | --------- | ----------------- | -------------------- | -------------- | -------- |
| Libertad         | 5 - 0     | River Plate       | Defensores del Chaco | 3 de diciembre | 19:30    |
| 12 de Octubre    | 1 - 0     | Sol de América    | Luis Salinas         | 4 de diciembre | 18:15    |
| Sportivo Luqueño | 0 - 1     | Guaireña          | Feliciano Cáceres    | 4 de diciembre | 18:15    |
| Guaraní          | 2 - 2     | Cerro Porteño (C) | Rogelio Livieres     | 4 de diciembre | 20:30    |
| Nacional         | 1 - 3     | Olimpia           | Arsenio Erico        | 5 de diciembre | 19:30    |

### Resultados
| Local \ Visitante | 12O | NAC | CPO | LIB | GUA | OLI | SOL | GRÑ | LUQ | RIV |
| ----------------- | --- | --- | --- | --- | --- | --- | --- | --- | --- | --- |
| 12 de Octubre     |     | 2–2 | 0–1 | 0–1 | 1–2 | 1–3 | 1–0 | 0–0 | 0–1 | 2–2 |
| Nacional          | 1–1 |     | 1–5 | 1–0 | 1–1 | 1–3 | 1–1 | 0–2 | 0–0 | 1–1 |
| Cerro Porteño     | 1–0 | 0–2 |     | 1–1 | 0–0 | 1–0 | 3–0 | 2–0 | 0–1 | 2–0 |
| Libertad          | 3–3 | 1–2 | 0–2 |     | 2–0 | 0–3 | 1–1 | 0–0 | 5–0 | 5–0 |
| Guaraní           | 4–1 | 1–1 | 2–2 | 2–2 |     | 3–1 | 3–0 | 3–0 | 2–1 | 2–1 |
| Olimpia           | 1–2 | 1–2 | 0–3 | 2–3 | 1–3 |     | 0–1 | 0–2 | 4–0 | 1–3 |
| Sol de América    | 0–1 | 3–0 | 1–2 | 0–4 | 2–1 | 1–0 |     | 3–0 | 2–1 | 1–0 |
| Guaireña          | 0–1 | 0–0 | 0–2 | 2–1 | 1–1 | 0–2 | 1–1 |     | 1–2 | 1–2 |
| Sportivo Luqueño  | 0–0 | 2–1 | 0–0 | 2–2 | 1–4 | 2–0 | 3–3 | 0–1 |     | 0–2 |
| River Plate       | 0–2 | 1–0 | 0–0 | 0–1 | 1–5 | 1–2 | 0–2 | 1–1 | 0–0 |     |

## Campeón
|                           |
| Cerro Porteño 34.° título |

## Clasificación para copas internacionales

### Puntaje acumulado
El puntaje acumulado es el que obtiene cada equipo al sumar los torneos Apertura y Clausura de 2021. Al cierre de temporada se definirá a los representantes de la APF en los torneos de Conmebol en 2022.
- Para la Copa Libertadores 2022 clasifican 4: los campeones del Apertura y Clausura, ordenados según sus posiciones finales en la tabla;[2] y los mejores colocados, sin contar a los mencionados anteriormente.[2] Si el mismo club repitiera el título logra automáticamente el primer cupo, otorgando los restantes a los finalizados en segundo, tercer y cuarto lugar.[2] Los dos mejores acceden a la fase de grupos, el tercero ingresa desde la fase preclasificatoria 2 y el cuarto lo hace a partir de la fase preclasificatoria 1.[2]

- Para la Copa Sudamericana 2022 clasifican 4: los dos primeros colocados, excluyendo a los clasificados para la Copa Libertadores. El tercer cupo es otorgado a Sol de América  como subcampeón de la Copa Paraguay 2021. El último cupo es para General Caballero (JLM), campeón de la División Intermedia 2021.[3]

Para ambos torneos, en caso de paridad de puntos entre dos o más equipos, se toma en cuenta la diferencia de goles.  Los campeones del Apertura y Clausura aseguran su participación en la Libertadores como Paraguay 1 o 2, sin depender de la posición que ocuparon en esta tabla.
| Pos. | Equipo                  | Pts. | PJ | G  | E  | P  | GF | GC | Dif. | Clasificación 2022                      |
| ---- | ----------------------- | ---- | -- | -- | -- | -- | -- | -- | ---- | --------------------------------------- |
| 1    | Cerro Porteño           | 66   | 36 | 19 | 9  | 8  | 52 | 31 | +21  | Fase de grupos de la Copa Libertadores. |
| 2    | Libertad                | 65   | 36 | 19 | 8  | 9  | 68 | 36 | +32  | Fase de grupos de la Copa Libertadores. |
| 3    | Guaraní                 | 61   | 36 | 17 | 10 | 9  | 63 | 46 | +17  | Segunda fase de la Copa Libertadores.   |
| 4    | Olimpia                 | 51   | 36 | 16 | 3  | 17 | 56 | 52 | +4   | Primera fase de la Copa Libertadores.   |
| 5    | Nacional                | 50   | 36 | 12 | 14 | 10 | 41 | 44 | −3   | Primera fase de la Copa Sudamericana.   |
| 6    | Guaireña                | 44   | 36 | 10 | 14 | 12 | 32 | 34 | −2   | Primera fase de la Copa Sudamericana.   |
| 7    | 12 de Octubre (Itauguá) | 43   | 36 | 10 | 13 | 13 | 38 | 45 | −7   |                                         |
| 8    | Sol de América          | 42   | 36 | 11 | 9  | 16 | 40 | 50 | −10  | Primera fase de la Copa Sudamericana.   |
| 9    | Sportivo Luqueño        | 39   | 36 | 10 | 9  | 17 | 36 | 57 | −21  |                                         |
| 10   | River Plate             | 29   | 36 | 6  | 11 | 19 | 28 | 61 | −33  |                                         |

 Fuente: APF
Notas:
1. ↑  Sol de América clasificó a la Copa Sudamericana como subcampeón de la Copa Paraguay 2021.

## Tabla de promedios
El equipo que ocupe el último lugar en esta tabla, descenderá a la Divisional Intermedia; el penúltimo de la misma, disputará una promoción con el cuarto clasificado de la División Intermedia 2021.
| Pos. | Equipo           | Prom. | Pts. | PJ  | '19 | '20 | '21 |
| ---- | ---------------- | ----- | ---- | --- | --- | --- | --- |
| 1.°  | Olimpia          | 1.956 | 221  | 113 | 108 | 62  | 51  |
| 2.°  | Cerro Porteño    | 1.903 | 215  | 113 | 80  | 69  | 66  |
| 3.°  | Libertad         | 1.876 | 212  | 113 | 85  | 62  | 65  |
| 4.°  | Guaraní          | 1.673 | 189  | 113 | 69  | 59  | 61  |
| 5.°  | Nacional         | 1.292 | 146  | 113 | 52  | 44  | 50  |
| 6.°  | Guaireña         | 1.232 | 85   | 69  | —   | 41  | 44  |
| 7.°  | 12 de Octubre    | 1.217 | 84   | 69  | —   | 41  | 43  |
| 8.°  | Sol de América   | 1.186 | 134  | 113 | 57  | 35  | 42  |
| 9.°  | Sportivo Luqueño | 1.124 | 127  | 113 | 52  | 36  | 39  |
| 10.° | River Plate (D)  | 1.053 | 119  | 113 | 52  | 38  | 29  |

     Promoción con equipo de la División Intermedia.
     Descendido a la División Intermedia.

## Promoción
Sportivo Luqueño, noveno de la tabla de promedios de Primera División, disputó una serie a partidos de ida y vuelta contra Sportivo Ameliano, cuarto en la clasificación de la Segunda División.
| Ida; 7 de diciembre, 19:30 (UTC-3) | Sportivo Ameliano           | 3:2 (1:1) | Sportivo Luqueño      | Estadio Defensores del Chaco, Asunción         |                                                |
|                                    | Giménez 20', 72' · Arce 64' | Reporte   | Ortíz 17' · Palau 77' | Árbitro(s): Carlos Benítez VAR: Fernando López | Árbitro(s): Carlos Benítez VAR: Fernando López |

| Vuelta; 11 de diciembre, 19:30 (UTC-3) | Sportivo Luqueño | 1:1 (0:1) (Global 3:4) | Sportivo Ameliano | Estadio Defensores del Chaco, Asunción             |                                                    |
|                                        | Castro 78'       | Reporte                | Giménez 43'       | Árbitro(s): Alipio Colmán VAR: Mario Díaz de Vivar | Árbitro(s): Alipio Colmán VAR: Mario Díaz de Vivar |

## Goleadores
| Pos. | Jugador            | Club             | Goles |
| ---- | ------------------ | ---------------- | ----- |
| 1    | Lorenzo Melgarejo  | Libertad         | 9     |
| 2    | Sebastián Ferreira | Libertad         | 9     |
| 3    | Francisco da Costa | Sol de América   | 8     |
| 4    | José Verdún        | Guaireña         | 7     |
| 5    | Fernando Fernández | Guaraní          | 7     |
| 6    | José Florentín     | Guaraní          | 7     |
| 7    | Claudio Aquino     | Cerro Porteño    | 7     |
| 8    | Robert Morales     | Cerro Porteño    | 6     |
| 9    | Alfio Oviedo       | Guaraní          | 6     |
| 10   | Enrique Borja      | Sportivo Luqueño | 6     |
| 11   | Marcelo González   | Guaraní          | 5     |
| 12   | Hernesto Caballero | River Plate      | 5     |
| 13   | José Ariel Núñez   | 12 de Octubre    | 4     |
| 14   | Mauro Boselli      | Cerro Porteño    | 4     |
| 15   | Javier Toledo      | Sol de América   | 4     |